# Fridrich Ermler
Fridrich Markowicz Ermler, znany również jako Frīdrihs Ermlers oraz Friedrich Ermler (ros. Фридрих Маркович Эрмлер, ur. 13 maja 1898 w Rzeżycy, zm. 12 lipca 1967 w Leningradzie) – radziecki reżyser, scenarzysta, aktor i producent filmowy. Ojciec dyrygenta Marka.

## Życiorys
Urodził się w 1898 na Łotwie. Początkowo studiował farmację, po czym w roku 1917 wstąpił do rosyjskiej armii. Brał udział w rewolucji październikowej po stronie bolszewików. Podczas wojny domowej walczył w Armii Czerwonej na froncie północnym gdzie został schwytany i torturowany przez Białogwardzistów. Po zakończeniu wojny oficjalnie wstąpił do partii komunistycznej.
W 1923 rozpoczął naukę w Leningradzkim Instytucie Sztuki Ekranowej na wydziale aktorskim. W tym okresie poza edukacją z zakresu aktorstwa i scenopisarstwa gra w kilku filmach. W 1924 stworzył Filmową Pracownię Eksperymentalną (KEM), w ramach której został zrealizowany krótkometrażowy film pt. Szkarlatyna. Komedia nakręcona wraz z członkami KEM-u była reżyserskim debiutem Fridricha Ermlera. W 1926 realizuje wraz z Edwardem Johansonem Wykolejonych w których wyróżniającą się kreację aktorską stworzył Fiodor Nikitin.
W latach 1928 – 1929 wyreżyserował obrazy Paryski szewc, Dom wśród zasp, charakteryzujące się wyjątkowo skomplikowanymi postaciami, oraz Człowiek, który stracił pamięć (Szczątek imperium) (według scenariusza Katariny Winosgradskiej), w którym w nowatorski sposób operuje czasem filmowym, wyprzedzając w tym względzie osiągnięcia francuskiej nowej fali (Alain Resnais). Na szczególne wyróżnienie zasługuje ostatni z tych obrazów, w którym twórcy poprzez wykorzystali ciekawe zabiegi fabularne w celu ukazania porewolucyjnych zmian w Rosji. Poza działalnością reżyserską, popularyzuje radziecką kinematografię również poprzez podróż po Europie którą odbył w 1929.
W 1932 Fridrich Ermler wraz z Siergiejem Jutkiewiczem zrealizował swój pierwszy film dźwiękowy pt. Turbina 50 000 również utrzymany w socrealistycznym stylu. W tym obrazie ukazującym zmiany w postawie robotników, wystąpili m.in. Władimir Gardin i Zoja Fiodorowa.
Fridrich Ermler współpracował również z kompozytorem Dmitrijem Szostakowiczem przy filmie Piosenka o przechodniu przyczyniając się do popularyzacji jego twórczości. W 1935 wyjeżdża do Hollywood jako ambasador radzieckiej kinematografii oraz reżyseruje Chłopów w którym to obrazie występuje m.in. Nikołaj Bogolubow. Obaj artyści kontynuowali współpracę przy dwuczęściowym filmie Wielki obywatel z roku 1939 zrealizowanym na podstawie scenariusza Michaiła Blejmana i Manuela Bolszyncowa. Główną rolę, wzorowaną na Siergieju Kirowie, zagrał Nikołaj Bogolubow. W 1939 został dyrektorem artystycznym Lenfilmu którą to funkcję pełnił do 1943.
Podczas II wojny światowej reżyseruje Ona broni Ojczyzny o wydźwięku patriotycznym. Motyw wojny powraca w twórczości Ermlera jeszcze wielokrotnie. W 1945 reżyseruje na podstawie scenariusza Borysa Czirskowa Wielki przełom. Obraz w który łączył grę aktorską (m.in. Andrieja Abrikosowa, Michaiła Dierżawina) z dokumentalnymi zdjęciami z bitwy o Stalingrad wychwalał posunięcia taktyczne radzieckiego dowództwa. Kunszt tego filmu został doceniony na 1. MFF w Cannes w 1946, gdzie otrzymał Złotą Palmę.
Po wojnie realizował współczesne dramaty Wielka siła z 1951 oraz Niedokończona opowieść (z rolami Eliny Bystrickiej i Siergieja Bondarczuka). W 1958 nakręcił Salwę o świcie o tematyce rewolucyjnej, zaś w 1965 – eksperymentalny film Przed sądem historii, w którym połączył grę aktorską z dokumentalnymi zdjęciami uczestników rewolucji październikowej.
Zmarł 12 lipca 1967 w Leningradzie. W 2003 na MFF w Moskwie odbyła się retrospektywa jego dzieł.

## Wybrana filmografia
- 1924: Szkarlatyna
- 1926: Dzieci burzy
- 1926: Wykolejeni
- 1928: Dom wśród zasp
- 1928: Paryski szewc
- 1929: Szczątek imperium
- 1932: Turbina 50 000
- 1935: Chłopi
- 1937: Wielki obywatel
- 1943: Ona broni ojczyzny
- 1945: Wielki przełom
- 1949: Wielka siła
- 1956: Niedokończona opowieść
- 1958: Salwa o świcie
- 1965: Przed sądem historii

## Nagrody i odznaczenia
- Ludowy Artysta ZSRR
- Nagroda Stalinowska
- Order Lenina
- Order Czerwonego Sztandaru Pracy
- Medal „Za ofiarną pracę w Wielkiej Wojnie Ojczyźnianej 1941–1945”
- 1946: Międzynarodowy Festiwal Filmowy w Cannes, Grand Prix dla filmu „Wielki przełom”